# Стеценко, Анатолий Иванович
Анатолий Иванович Стеценко (1913, Харьков — неизвестно) — советский футболист, вратарь. 

## Биография
Родился в 1913 году в Харькове.
Начал карьеру в харьковских командах «СиМ» и «Динамо (Харьков)». В 1935 представлял сборную Харькова в чемпионате СССР среди сборных городов и чемпионате УССР среди сборных городов. В 1938 стал первым харьковским вратарём, кто сумел отбить пенальти в высшей советской лиге, это произошло в матче харьковского «Сельмаша» с московским «Динамо», за 19 минут до конца Стеценко в прыжке парировал сильный удар Сергея Ильина в угол, в результате харьковчане победили 1:0.
В сезоне 1940 был приглашён в ЦДКА за который сыграл один полный матч с тбилисским «Динамо» и один тайм с «Динамо» московским (заменив пропустившего 4 мяча Никанорова), пропустил в этих матчах 2 гола. В сезоне 1941 был в составе команды, но в официальных матчах не играл . 
В 1943 начал играть в составе московского Динамо-2, эта команда формировалась на базе довоенного состава минского Динамо» (включая таких известных игроков как Малявкин и Соловьёв). В 1945 на базе этой команды тренером Евгением Елисеевым было возрождено минское «Динамо», в этом клубе Стеценко играл до 1946 года. Причём, поскольку Минск был разрушен в ходе боевых действий, команда жила в Москве, а в Минск приезжала на матчи на стадион «Спартак» (основной стадион «Динамо» был также разрушен).
В 1947 Стеценко был приглашён вместе с другими минскими динамовцами (например, Владиславом Радзишевским) в новую команду «Торпедо» Минск. Команда представляла Минский тракторный завод, причём начала играть до открытия завода, в ходе постройки. Стеценко провёл в команде один сезон, в ходе которого она выиграла городские и республиканские соревнования.

## Достижения
Сборная Харькова
- Бронзовый призёр футбольного турнира среди сборных команд городов СССР (1): 1935
- Бронзовый призёр чемпионата Украинской ССР по футболу (1): 1935